# Campylomormyrus rhynchophorus
Campylomormyrus rhynchophorus és una espècie de peix africà del gènere Campylomormyrus en la família Mormyridae, endèmic de la conca del Congo, en Angola, Camerun, Zàmbia i República Democràtica del Congo.

## Morfologia
D'acord amb la seva morfologia, es pot agrupar dins del grup de «peixos elefant», junt amb el Gnathonemus i el Mormyrus, que posseeixen una extensió particularment prominent en la boca i per això popularment se'ls anomena «peixos de nas d'elefant»; aquesta extensió usualment consisteix en un allargament carnós flexible unit a la mandíbula inferior i que està equipada amb sensors de tacte i probablement de gust.
Posseeix electroreceptors sobre tot el cap i en les regions ventral i dorsal del cos, però absent des del costat i el peduncle caudal on es troba l'òrgan elèctric.
Pot aconseguir una grandària aproximada de 220 mm.

## Estat de conservació
Respecte a l'estat de conservació es pot indicar que d'acord amb la UICN aquesta espècie es pot catalogar en la categoria de «risc mínim (LC o LR/lc)».